# بويو (لاعب كرة قدم مواليد 1980)
أرديليس جواكيم دوس سانتوس نيتو الشهير باسم بويو (بالبرتغالية: Buiu) (5 مايو 1980 في البرازيل – )؛ هو لاعب كرة قدم سابق كان يلعب كمهاجم.

## وصلات خارجية
- أرديليس جواكيم دوس سانتوس نيتو على موقع رابطة كرة القدم اليابانية للمحترفين (اليابانية)
- أرديليس جواكيم دوس سانتوس نيتو على موقع قاعدة بيانات كرة القدم.إي يو (الإنجليزية)
- أرديليس جواكيم دوس سانتوس نيتو على موقع عالم كرة القدم.نت (الإنجليزية)